# Cerkiew Świętych Piotra i Pawła w Krasnoznamiensku
Cerkiew pod wezwaniem Świętych Apostołów Piotra i Pawła – prawosławna cerkiew parafialna w Krasnoznamiensku, w dekanacie niemańskim eparchii czerniachowskiej Rosyjskiego Kościoła Prawosławnego.

## Położenie
Cerkiew znajduje się przy ulicy Matrosowa.

## Historia

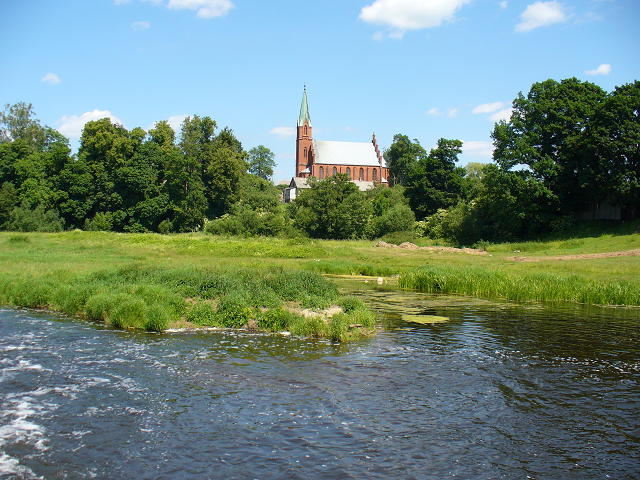
Widok cerkwi od strony Szeszupy

Dawny kościół luterański, wzniesiony w 1578 r., przebudowany w latach 1875–1877. W czasie I wojny światowej w wieżę kościelną uderzyły rosyjskie pociski artyleryjskie (jednego z nich nie udało się usunąć i nadal wystaje z wieży, od strony południowo-wschodniej).
Świątynia nie doznała uszkodzeń podczas II wojny światowej. Po włączeniu Łoździeni do ZSRR obiekt został zdesakralizowany i zamieniony na magazyn.
W 1991 r. budynek kościelny przekazano prawosławnym, z przeznaczeniem na cerkiew. Konsekracji – pod wezwaniem Świętych Apostołów Piotra i Pawła – dokonał w październiku 1992 r. metropolita smoleński i kaliningradzki Cyryl.
Decyzją władz obwodu królewieckiego z 23 marca 2007 r. świątynia zyskała status zabytku kulturowego o znaczeniu regionalnym.

## Architektura
Budowla murowana, jednowieżowa, w formie trójnawowej bazyliki. Wewnątrz znajduje się poligonalny chór.